# Thomas Künstler
Thomas Künstler (* 20. November 1960 in Mainz) ist ein deutscher Badmintonspieler.

## Karriere
Thomas Künstler gewann 1982 seinen ersten deutschen Titel im Herrendoppel. Weitere Titelgewinne folgten jährlich bis 1987. Mit dem TV Mainz-Zahlbach wurde er 1985 und 1986 Mannschaftsmeister. International war er in Ungarn und der UdSSR erfolgreich.

## Sportliche Erfolge
| Saison    | Veranstaltung                         | Disziplin    | Platz | Name |
| --------- | ------------------------------------- | ------------ | ----- | --- |
| 1974/1975 | Deutsche Einzelmeisterschaft U14      | Herrendoppel | 2     | Thomas Künstler / Jürgen Gebhard (TuS Wiebelskirchen)                                                                              |
| 1976/1977 | Deutsche Mannschaftsmeisterschaft U18 | Mannschaft   | 2     | TV Mainz-Zahlbach (Thomas Künstler, Jürgen Gebhardt, W. Bierbaum, Heike Gebhardt, B. Deusser)                                      |
| 1977/1978 | Deutsche Einzelmeisterschaft U18      | Mixed        | 2     | Thomas Künstler (Mainz-Zahlbach) / Sigrid Bleymehl-Schley (TuS Wiebelskirchen)                                                     |
| 1977/1978 | Deutsche Einzelmeisterschaft U18      | Herreneinzel | 1     | Thomas Künstler (TV Mainz-Zahlbach)                                                                                                |
| 1978/1979 | Deutsche Einzelmeisterschaft U18      | Herrendoppel | 2     | Thomas Künstler / Jürgen Gebhardt (Mainz-Zahlbach)                                                                                 |
| 1978/1979 | Deutsche Einzelmeisterschaft U18      | Herreneinzel | 2     | Thomas Künstler (Mainz-Zahlbach)                                                                                                   |
| 1978/1979 | Deutsche Einzelmeisterschaft U18      | Mixed        | 2     | Thomas Künstler (Mainz-Zahlbach) / Sigrid Bleymehl-Schley (TuS Wiebelskirchen)                                                     |
| 1978/1979 | Deutsche Einzelmeisterschaft U22      | Herreneinzel | 2     | Thomas Künstler (Mainz-Zahlbach)                                                                                                   |
| 1979/1980 | Deutsche Einzelmeisterschaft U22      | Herreneinzel | 2     | Thomas Künstler (TV Mainz-Zahlbach)                                                                                                |
| 1979/1980 | Deutsche Einzelmeisterschaft U22      | Herrendoppel | 2     | Rolf Heyer (TB Rheinhausen) / Thomas Künstler (TV Mainz-Zahlbach)                                                                  |
| 1980/1981 | Deutsche Hochschulmeisterschaft       | Mixed        | 1     | Thomas Künstler / Mechtild Hagemann (Uni Mainz)                                                                                    |
| 1980/1981 | Deutsche Einzelmeisterschaft U22      | Herreneinzel | 1     | Thomas Künstler (TV Mainz-Zahlbach)                                                                                                |
| 1980/1981 | Deutsche Einzelmeisterschaft U22      | Mixed        | 1     | Thomas Künstler / Mechtild Hagemann (TV Mainz-Zahlbach)                                                                            |
| 1981/1982 | Deutsche Hochschulmeisterschaft       | Mixed        | 1     | Thomas Künstler / Mechtild Hagemann (Uni Mainz)                                                                                    |
| 1981/1982 | Deutsche Einzelmeisterschaft U22      | Herrendoppel | 1     | Thomas Künstler / Matthias Heger (TV Mainz-Zahlbach / SC Bayer 05 Uerdingen)                                                       |
| 1981/1982 | Deutsche Einzelmeisterschaft          | Herrendoppel | 1     | Thomas Künstler / Stefan Frey (TV Mainz-Zahlbach)                                                                                  |
| 1981/1982 | Deutsche Einzelmeisterschaft U22      | Herreneinzel | 1     | Thomas Künstler (TV Mainz-Zahlbach)                                                                                                |
| 1981/1982 | Deutsche Einzelmeisterschaft U22      | Mixed        | 1     | Thomas Künstler / Mechtild Künstler (TV Mainz-Zahlbach)                                                                            |
| 1981/1982 | Deutsche Hochschulmeisterschaft       | Herreneinzel | 1     | Thomas Künstler (Uni Mainz) |
| 1981/1982 | Deutsche Einzelmeisterschaft          | Mixed        | 2     | Thomas Künstler / Mechtild Hagemann (TV Mainz-Zahlbach)                                                                            |
| 1981/1982 | Deutsche Einzelmeisterschaft          | Herreneinzel | 2     | Thomas Künstler (TV Mainz-Zahlbach)                                                                                                |
| 1982/1983 | Deutsche Einzelmeisterschaft          | Herreneinzel | 1     | Thomas Künstler (TV Mainz-Zahlbach)                                                                                                |
| 1982/1983 | Deutsche Mannschaftsmeisterschaft     | Mannschaft   | 2     | TV Mainz-Zahlbach (Thomas Künstler, Stefan Frey, Jürgen Gebhardt, Mathias Klein, Mechtild Hagemann, Gabi Simon, Heike Gebhardt)    |
| 1982/1983 | Deutsche Einzelmeisterschaft U22      | Mixed        | 1     | Thomas Künstler / Mechtild Hagemann (TV Mainz-Zahlbach)                                                                            |
| 1982/1983 | Deutsche Einzelmeisterschaft          | Herrendoppel | 2     | Thomas Künstler / Stefan Frey (TV Mainz-Zahlbach)                                                                                  |
| 1982/1983 | Deutsche Einzelmeisterschaft U22      | Herrendoppel | 1     | Thomas Künstler / Jürgen Gebhardt (TV Mainz-Zahlbach)                                                                              |
| 1983      | USSR International                    | Herrendoppel | 1     | Thomas Künstler / Harald Klauer |
| 1983/1984 | Deutsche Mannschaftsmeisterschaft     | Mannschaft   | 2     | TV Mainz-Zahlbach (Thomas Künstler, Stefan Frey, Jürgen Gebhardt, Mathias Klein, Olaf Rosenow, Mechtild Hagemann, Gabi Simon)      |
| 1983/1984 | Deutsche Hochschulmeisterschaft       | Herrendoppel | 1     | Jürgen Gebhardt / Thomas Künstler (Uni Mainz)                                                                                      |
| 1983/1984 | Deutsche Einzelmeisterschaft          | Herrendoppel | 2     | Thomas Künstler / Stefan Frey (TV Mainz-Zahlbach)                                                                                  |
| 1983/1984 | Deutsche Einzelmeisterschaft          | Herreneinzel | 1     | Thomas Künstler (TV Mainz-Zahlbach)                                                                                                |
| 1984      | Hungarian International               | Herreneinzel | 1     | Thomas Künstler |
| 1984/1985 | Deutsche Mannschaftsmeisterschaft     | Mannschaft   | 1     | TV Mainz-Zahlbach (Thomas Künstler, Stefan Frey, Jürgen Gebhardt, Mathias Klein, Olaf Rosenow, Mechtild Hagemann, Gabi Simon)      |
| 1984/1985 | Deutsche Einzelmeisterschaft          | Herreneinzel | 1     | Thomas Künstler (TV Mainz-Zahlbach)                                                                                                |
| 1984/1985 | Deutsche Einzelmeisterschaft          | Herrendoppel | 1     | Thomas Künstler / Stefan Frey (TV Mainz-Zahlbach)                                                                                  |
| 1984/1985 | Deutsche Hochschulmeisterschaft       | Herrendoppel | 1     | Jürgen Gebhardt / Thomas Künstler (Uni Mainz)                                                                                      |
| 1984/1985 | Deutsche Hochschulmeisterschaft       | Herreneinzel | 1     | Thomas Künstler (Uni Mainz) |
| 1985      | USSR International                    | Herrendoppel | 1     | Thomas Künstler / Stefan Frey |
| 1985/1986 | Deutsche Mannschaftsmeisterschaft     | Mannschaft   | 1     | TV Mainz-Zahlbach (Thomas Künstler, Stefan Frey, Jürgen Gebhardt, Mathias Klein, Mechtild Hagemann, Cathrin Hoppe, Heike Gebhardt) |
| 1985/1986 | Deutsche Einzelmeisterschaft          | Herrendoppel | 1     | Thomas Künstler / Stefan Frey (TV Mainz-Zahlbach)                                                                                  |
| 1986/1987 | Deutsche Hochschulmeisterschaft       | Herrendoppel | 1     | Jürgen Gebhardt / Thomas Künstler (Uni Mainz)                                                                                      |
| 1986/1987 | Deutsche Einzelmeisterschaft          | Herrendoppel | 1     | Thomas Künstler / Stefan Frey (TV Mainz-Zahlbach / TV Mainz-Zahlbach)                                                              |
| 1987/1988 | Deutsche Einzelmeisterschaft          | Herrendoppel | 3     | Stefan Frey / Thomas Künstler (TV Mainz-Zahlbach)                                                                                  |

## Referenzen
- Martin Knupp: Deutscher Badminton Almanach, Eigenverlag/Deutscher Badminton-Verband (2003), 230 Seiten

| Personendaten    | Personendaten              |
| ---------------- | -------------------------- |
| NAME             | Künstler, Thomas           |
| KURZBESCHREIBUNG | deutscher Badmintonspieler |
| GEBURTSDATUM     | 20. November 1960          |
| GEBURTSORT       | Mainz                      |